# Onthophagus frankenbergeri
Onthophagus frankenbergeri är en skalbaggsart som beskrevs av Vladimir Balthasar 1933. Onthophagus frankenbergeri ingår i släktet Onthophagus och familjen bladhorningar. Inga underarter finns listade i Catalogue of Life.